# Berberis chirisigui
Berberis chirisigui là một loài thực vật có hoa trong họ Hoàng mộc. Loài này được Azara mô tả khoa học đầu tiên năm 1809.